# Anđa Perić
Anđa Perić (rođ. Punda; 13. listopada 1910. – Kotlenice kod Dugopolja, 7. veljače 2019.), hrvatska stogodišnjakinja, najstarija živuća osoba u Hrvatskoj u razdoblju između 29. listopada 2018. do 7. veljače 2019. godine.

## Životopis
Anđa Punda rodila se 13. listopada 1910. godine. Udala se za Duju Perića i imala je sina i dvije kćeri. U školu nije išla, ali je čitav svoj život teško radila. Sadila je kukuruz i krumpire, te je uzgajala životinje. Anđin brat je preminuo u dobi od 96 godina, deset mjeseci uoči njenog 108. rođendana. U 100-oj godini operirala je kuk. Kako tvrdi njen sin Vlade, jednom je imala upalu pluća i tada je prvi put popila tabletu.
U listopadu 2018. godine Blaženko Boban, župan Splitsko-dalmatinski, čestitao joj je 108. rođendan. Za to vrijeme, imala je četvero unuka i četvero praunuka. Tvrdila je kako je recept za dugovječnost "skladan obiteljski život i dobre neviste". Dana 29. listopada 2018. godine, nakon smrti 110-godišnje Nine Valjalo iz Dubrovnika, Anđa je postala najstarija živuća osoba u Hrvatskoj. Preminula je 7. veljače 2019. godine u dobi od 108 godina.